# Friedrich Peter Drömmer
Friedrich Peter Drömmer (* 16. Januar 1889 in Kiel; † 22. Januar 1968 in Gräfelfing) war ein deutscher expressionistischer Maler und Werbe-Grafiker.

## Leben

Der fliegende Mensch, das 1924 von Drömmer entworfenen Logo der Junkers-Flugzeugwerk AG

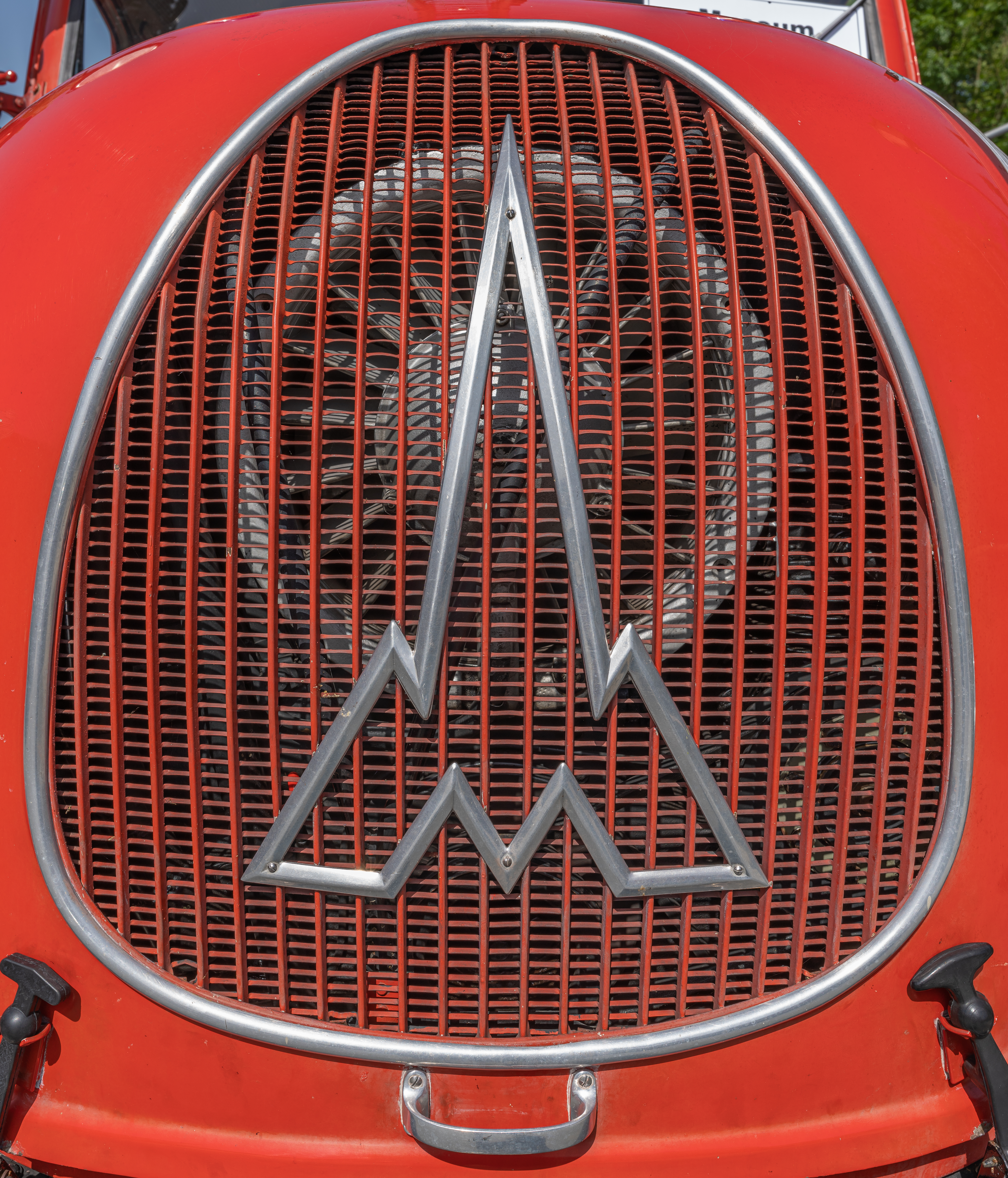
Magirus-Logo

Friedrich Drömmer, Sohn eines Tischlermeisters, absolvierte nach der Volksschule eine Malerlehre, die er 1908 beendete. Vom Wintersemester 1907/08 an besuchte er bis 1912 die Städtische Handwerker- und Kunstgewerbeschule in Kiel, wo er mit Werner Lange, Karl Peter Röhl und Heinrich Ehmsen Freundschaft schloss. Von 1912 bis 1913 studierte Drömmer mithilfe eines Stipendiums des Kieler Bankiers Wilhelm Ahlmann an der Großherzoglich-Sächsischen Kunstschule Weimar. Er war ein Schüler von Albin Egger-Lienz. Anschließend setzte er sein Studium an der Akademie für bildende Künste in Kassel bei Hans Olde bis zum Jahr 1914 fort.
Während des Ersten Weltkriegs war Drömmer von 1915 bis 1918 als Soldat an der Ost- und Westfront eingesetzt. 1919 entstanden seine Solidaritätsbildnisse nach der Ermordung von Rosa Luxemburg und Karl Liebknecht. Gemeinsam mit Karl Peter Röhl und Werner Lange war Drömmer in der Expressionistischen Arbeitsgemeinschaft Kiel tätig und lernte hier den Schriftsteller Richard Blunck und den Staatswissenschaftler und Theoretiker der Kommunistischen Arbeiterpartei Deutschlands, Adolf Dethmann kennen.
Drömmers Spezialität wurden Gemälde und Zeichnungen mit visionären Architekturen sowie die farbige Gestaltung von Innenräumen (1922 Kunstgewerbehaus Wichmann, Kiel; Gartenhaus Richard Sorge, Frankfurt 1922; Villa Junkers, Dessau, 1923). Nachdem er Herta Junkers, die Tochter des legendären Pioniers der modernen Luftfahrt Hugo Junkers kennen gelernt hatte, wurde er von 1923 bis 1933 Leiter der Werbeabteilung der Junkers-Werke in Dessau. Drömmer verhalf dem Unternehmen zu einer einheitlichen Außendarstellung mit Wiedererkennungswert – heute Corporate Identity genannt. So schuf er im Jahr 1924 das abstrakte Signet Der fliegende Mensch, das bereits 1916 als figürliches Markenzeichen entstanden war. Er zeichnete u. a. auch für die Inneneinrichtung der Junkers-Flugzeuge verantwortlich. Als ein Anhänger der Neuen Sachlichkeit kam er in den 1920er Jahren zur Zusammenarbeit mit Künstlern des Dessauer Bauhauses. Drömmer, der die Junkers-Tochter Anneliese heiratete, besaß bei seinen Schwiegervater so großes Vertrauen, dass er seinen früheren Kieler Weggefährten führende Positionen im Junkers-Konzern verschaffte, die bis an die Spitze des Konzerns aufstiegen: Richard Blunck wurde 1927 persönlicher Mitarbeiter von Drömmer. Adolf Dethmann wurde 1929 zunächst Junkers' Privatsekretär und später Direktor des Gesamtkonzerns, Heinrich Ehmsen war 1933 als Mitarbeiter im Bereich des Metallhausbaus in der Forschungsabteilung der Junkers-Werke tätig. Um Druck auf Junkers auszuüben, die Junkers-Werke den Nationalsozialisten zu überschreiben, wurden Drömmer und seine Freunde, darunter Heinrich Ehmsen, 1933 vorübergehend inhaftiert. Nach dem Tod von Junkers arbeitete Drömmer von 1935 bis 1938 als freier Gebrauchsgrafiker und entwarf u. a. für die Ulmer Magirus AG (später Magirus-Deutz) auch das bekannte „M“-Logo aus einem stilisierten Ulmer Münster.

## Ausstellungen
- 1920: Kunsthalle Kiel, Gruppenausstellung mit Werner Lange und Karl Peter Röhl[5]
- 1980: Brunswiker Pavillon, Kiel, Einzelausstellung F. P. Drömmer – Kieler Maler der Zwanziger Jahre.
- 2005: Menschheitsdämmerung, Heinrich-Ehmsen-Stiftung, Stadtgalerie Kiel